# Mecosaspis mapanjae
Mecosaspis mapanjae là một loài bọ cánh cứng trong họ Cerambycidae.